# Coppa del Mondo di pallacanestro 3x3 2017
La Coppa del Mondo di pallacanestro 3x3 2017 (ufficialmente, in inglese, 2017 FIBA 3x3 World Cup) è stata la quarta edizione della competizione internazionale co-organizzata dalla FIBA. È stata ospitata dalla Francia; si è tenuta dal 17 al 21 giugno 2017 nel Parc des Chantiers di Nantes.
Alla Coppa del Mondo partecipavano un totale di 40 selezioni nazionali, divise tra torneo maschile e femminile. I vincitori sono stati la Nazionale della Serbia tra gli uomini e della Russia tra le donne.

## Medagliere
| Categoria            | Oro                                                                             | Argento                                                                   | Bronzo                                                                            |
| Uomini               | Serbia Dušan Domović Bulut Marko Savić Marko Zdero Dejan Majstorović            | Paesi Bassi Jesper Jobse Joey Schelvis Sjoerd van Vilsteren Bas Rozendaal | Francia Charles-Henri Bronchard Dominique Gentil Angelo Tsagarakis Charly Pontens |
| Donne                | Russia Aleksandra Stolyar Anna Leškovceva Anastasia Logunova Tat'jana Petrušina | Ungheria Alexandra Theodorean Krisztina Sule Bettina Bozóki Klaudia Papp  | Ucraina Darya Zavidna Oksana Mollova Ganna Zarytska Chrystyna Filevyč             |
|                      |                                                                                 |                                                                           |                                                                                   |
| Abilità (donne)      | Claudia Brunet                                                                  | Karin Kuijt                                                               | Yuri Hanada                                                                       |
| Schiacciate (uomini) | Rafał Lipiński                                                                  | Chris Staples                                                             | Vadym Poddubchenko                                                                |

## Partecipanti

### Uomini
| Pool A - Serbia - Russia - Andorra - Egitto - Porto Rico | Pool B - Slovenia - Romania - Francia - El Salvador - Filippine | Pool C - Polonia - Ucraina - Estonia - Qatar - Sri Lanka | Pool D - Stati Uniti - Paesi Bassi - Nuova Zelanda - Indonesia - Corea del Sud |

### Donne
| Pool A - Ungheria - Russia - Germania - Kirghizistan - Kazakistan | Pool B - Francia - Svizzera - Spagna - Turkmenistan - Venezuela | Pool C - Paesi Bassi - Ucraina - Cina - Giappone - Australia | Pool D - Italia - Rep. Ceca - Argentina - Bahrein - Camerun |